# Hagalahalli, Ramanagara
Hagalahalli là một làng thuộc tehsil Ramanagara, huyện Ramanagara, bang Karnataka, Ấn Độ.